# Campiglossa berlandi
Campiglossa berlandi är en tvåvingeart som beskrevs av Seguy 1932. Campiglossa berlandi ingår i släktet Campiglossa och familjen borrflugor. Inga underarter finns listade.